# Narciclasina
La narciclasina es un compuesto alcaloide tóxico que se puede encontrar en plantas de la familia Amaryllidaceæ.

Estructura de la narciclasina.

En cuanto a su estructura se puede decir que la narciclasina es un compuesto hetero y policíclico oxigenado. Se encuentra en las plantas de la familia antes mencionada con una finalidad defensiva y de protección. Su presencia en el ambiente inhibe el ascenso de agua y savia bruta por capilaridad en plantas adyacentes.  